# Anna Szymańska
Anna Szymańska (Stettino, 5 dicembre 1988) è una calciatrice polacca, portiere del Myszków.
Nella sua lunga carriera ha indossato la maglia della nazionale polacca, marcando 35 presenze tra il 2011 e il 2021 raggiungendo la finale, poi persa 2-1 con l'Austria, dell'edizione 2016 della Cyprus Cup.

## Palmarès

### Club
- Campionato polacco: 5

Medyk Konin: 2013-2014, 2014-2015, 2015-2016, 2016-2017
Czarni Sosnowiec: 2020-2021
- Coppa di Polonia femminile: 6

Medyk Konin: 2007-2008, 2012-2013, 2014-2015, 2015-2016, 2016-2017
Czarni Sosnowiec: 2020-2021